# Ларнака
Ларнака (на гръцки: Λάρνακα; на турски: Larnaka) е град в Кипър с население от 51 468 души (според данни от 2011 г.). Градът разполага с важно летище. Градът е географски разположен на южното крайбрежие на Кипър. Той е разделен на две части – по-стар градски център и верига от хотели и ресторанти по крайбрежието, известни като „Финикудес“. Градът също така разполага с търговско пристанище. Областта Ларнака е един от шестте района на Кипър. Тродос е най-голямата планинска верига, която се простира в тази южна част на Кипър.
Ларнака е древен град. Основан е под името Китион от микенците през 13 век пр.н.е. По-късно става първата финикийска колония на Кипър. Разрушаван от силни земетресения през 76, 322 и 342 години.

## Климат
Кипър има само 240 километра дължина и ширина 100 километра. Климатът в Ларнака е същият като в цял Кипър. Той обикновено е средиземноморски, който има значителни разлики в сезоните. Летата са с топло и сухо време, а зимите са дъждовни и меки. Туристите могат да се насладят на дълги горещи лета от средата на май до средата на октомври и кратки сухи зими от декември до февруари, разделени от къси есенни и пролетни сезони. Плажовете на Кипър са сред най-чистите и най-безопасните в Средиземно море със средна годишна температура от 20 °C за целия остров.

## Култура
Смята се, че Ларнака има непрекъсната история, простираща се в продължение на 4000 години. След римско време градът става основното пристанище на острова. Градът е известен със своите плажове, храна и нощен живот.

## Побратимени градове
- Поти, Грузия (1987)
- Херингей, Лондон, Великобритания (1987)
- Глифада, Гърция (1988)
- Аячо, Корсика, Франция (1989)
- Братислава, Словакия (1989)
- Лариса, Гърция (1990)
- Новосибирск, Русия (1993)
- Сегед, Унгария (1993)
- Саранда, Албания (1994)
- Пирея, Гърция (1995)
- Лерос, Гърция (2000)
- Елиополис, Гърция (2000)
- Мериквъл, Сидни, Нов Южен Уелс, Австралия (2007)